# James Clark
James Clark (1902–1974) amerikai bankrabló volt a nagy gazdasági világválság idején. Gúnyneve Oklahoma Jack.

## Pályafutása
James Clark Herman „A báró” Lamm bandájának tagja volt, és részt vett a szervezet utolsó akciójában, az indianai Clintonban található Citizens State Bank kirablásában 1930. december 16-án. A rablók 15 ezer 567 dollárt zsákmányoltak. Az illinois-i Sidellnél tűzharcba keveredtek egy rendőri egységgel. Lamm öngyilkos lett, és a banda két másik tagja is meghalt. Clarkot és társát, Walter Dietrichet őrizetbe vették. A hatóság mindkettőjüket kiadta Indiana államnak, ahol elítélték, és a Michigan City-i börtönbe zárták őket. Itt kapcsolatba kerültek John Dillingerrel, John Hamiltonnal, Harry Pierponttal, Charles Makleyvel és Homer Van Meterrel. Miután Dillinger kiszabadult, fegyvereket csempésztetett be a börtönbe, amelyekkel tíz elítélt megszökött. Közöttük volt James Clark is, akit két nap múlva Hammondnál ismét elfogtak. Élete hátralévő részét börtönben töltötte.

## Fordítás
- Ez a szócikk részben vagy egészben  a   James Clark (criminal) című angol Wikipédia-szócikk fordításán alapul.  Az eredeti cikk szerkesztőit annak laptörténete sorolja fel. Ez a jelzés csupán a megfogalmazás eredetét és a szerzői jogokat jelzi, nem szolgál a cikkben szereplő információk forrásmegjelöléseként.